# Daniel II évêque d'Aleth
Daniel II d'Aleth   (mort le 23 juin 1120) est évêque d'Aleth de 1118 à 1120.

## Éléments de biographie
Daniel est un moine bénédictin de l'Abbaye Saint-Sauveur de Redon, lorsqu'il devient évêque d'Aleth pendant 2 ans avant de mourir le 23 juin 1120.Selon Amédée Guillotin de Corson Il avait reconnu la suprématie de Baudri de Bourgueil le « soi-disant » archevêque de Dol

## Sources
- François Tuloup, Saint-Malo : Histoire Religieuse, Paris, Éditions Klincksieck, 1975.
- Charles-Louis Taillandier Histoire ecclésiastique et civile de Bretagne, Volume 2.
- Abbé Amédée Guillotin de Corson, Pouillé Historique de l’archevêché de Rennes, Mayenne, Éditions Régionales de l'Ouest, 1997 (ISBN 2855540836), p. 579